# Zdravko Zdravkov
Zdravko Stoyanov Zdravkov - em búlgaro, Здравко Стоянов Здравков (Sófia, 4 de outubro de 1970) é um ex-futebolista búlgaro. 

## Carreira
Com uma carreira quase ligada ao Levski Sófia e ao İstanbulspor, Zdravkov defendeu ainda Etar, Slavia Sofia, Adanaspor, Cherno More, Litex Lovech e Çaykur Rizespor, onde encerrou a carreira pela primeira vez, em 2007.
Zdravkov desistiu da aposentadoria em 2008, após aceitar proposta do Slavia Sofia para voltar a jogar. Depois de uma temporada, encerrou definitivamente a carreira, aos 38 anos.

## Seleção
Zdravkov defendeu a Seleção Búlgara entre 1996 e 2004, em 70 oportunidades. Considerado o sucessor do veterano Borislav Mihaylov, que já preparava sua aposentadoria, disputou as três partidas da Seleção na Copa de 1998, naufragando na primeira fase. Ficou marcado na competição por conta da goleada sofrida pela Bulgária frente à Espanha, por 6 a 1 - no quinto gol, feito por Kiko Narváez, a bola bateu na trave, nas costas do goleiro e também no atacante Georgi Bachev. Ironicamente, a goleada não foi suficiente para classificar a "Fúria", uma vez que o Paraguai venceria a classificada Nigéria por 3 a 1.
Participou ainda da Eurocopa de 2004, mas, assim como em 1998, a Bulgária caiu na primeira fase.